# John Weesop
John Weesop ou Jan Weesop ou Jean Weesop (variantes de nom : « Wessopp », « Wisop », « Wesep » et « Wesop ») (vers 1640-1653) est un portraitiste, présumé d'origine flamande, qui est connu dans les années 2010, pour ses œuvres produites dans les années 1640 en Angleterre, période connue sous le nom de première révolution anglaise. Ses mécènes anglais sont principalement des membres éminents de l'aristocratie royaliste.

## Biographie

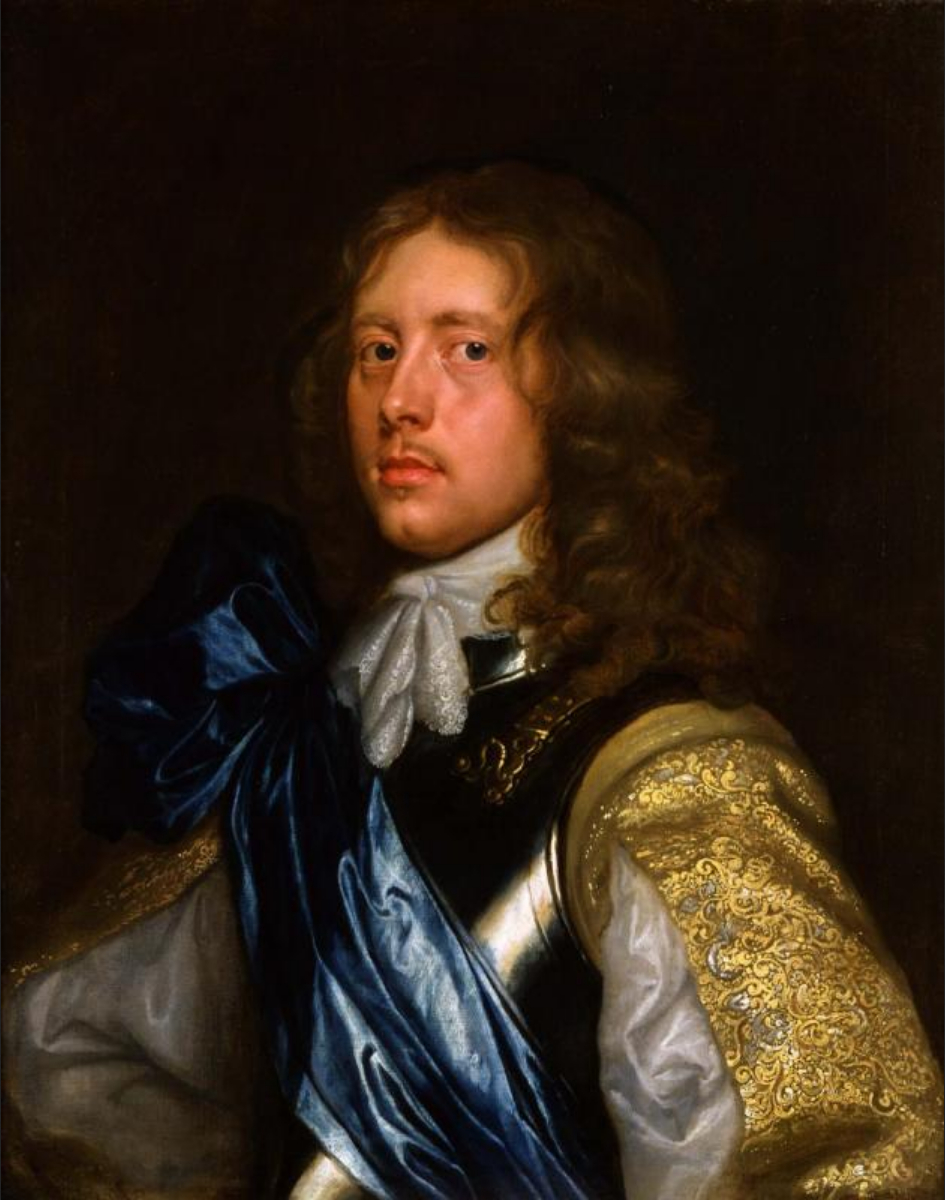
Portrait de Marmaduke D'Arcy

On sait très peu de choses sur la vie et la carrière de Weesop. Jusqu'aux recherches récentes sur l'artiste, les seules informations connues à son sujet étaient les remarques du peintre William Sykes, rapportées par le graveur et antiquaire anglais George Vertue qui écrivait que, :
George Vertue a également noté dans un carnet que le peintre William Sykes l'avait informé qu'un peintre appelé « Wesop » ou « Weesep » était venu en Angleterre en 1641 « à l'époque d'Antoine van Dyck » et y était resté jusqu'en 1649 et que ses tableaux « passent pour van Dyck »,.
« Weesop arriva ici en 1641, peu avant la mort de Van Dyck, dont il fut un heureux imitateur, et eut l'honneur de voir certains de ses tableaux passer pour ceux de ce maître. Il quitta l'Angleterre en 1649, en déclarant qu'il ne resterait jamais dans un pays où l'on coupait la tête du roi sans en avoir honte. Il aurait été plus raisonnable de dire qu'il ne resterait pas là où l'on coupait la tête d'un roi qui récompensait les peintres et défigurait et vendait sa collection. Un certain John Weesop, probablement son fils, fut enterré à Saint-Martin en 1652. »

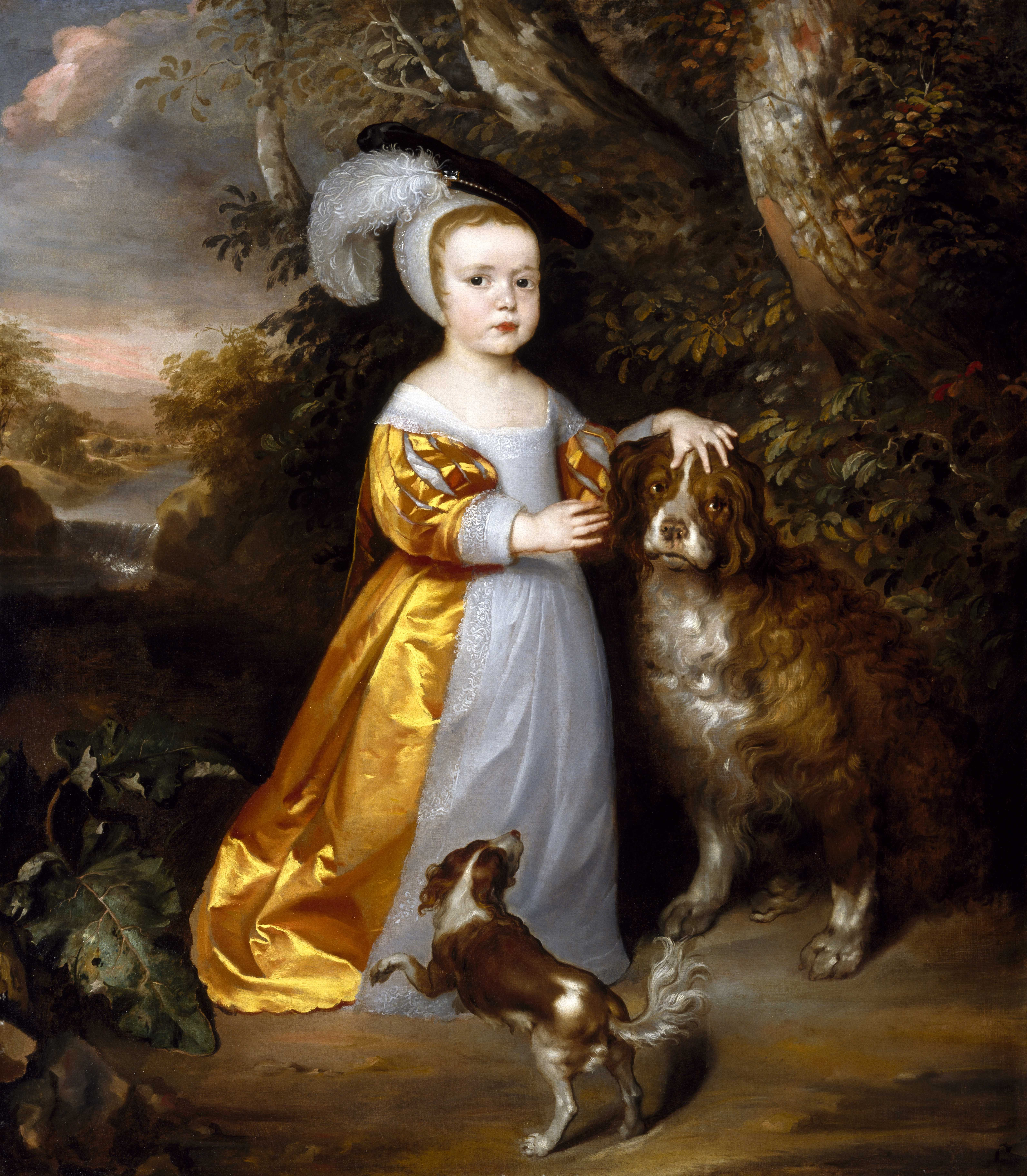
Esmé Stuart, 5^{e} duc de Lennox et 2^{e} duc de Richmond

Les recherches menées par l’historien de l’art britannique Sir Oliver Millar ont permis de mieux comprendre l’artiste. Sir Oliver a montré que John Weesop vivait et travaillait probablement, à Londres en 1653 et qu'une référence à une certaine Mme Weesop tardivement cette année-là suggère que le peintre est probablement décédé plus tard dans l'année,.
D'après les remarques de Vertue sur Weesop et ses mécènes, on peut conclure qu'il était favorable à la cause royaliste. Les portraits attribuables à Weesop sont tous ceux de mécènes qui étaient de fervents royalistes. Parmi ces personnalités figurent Elizabeth Murray, comtesse de Dysart et plus tard duchesse de Lauderdale, Marmaduke D'Arcy, Sir Henry Gage et les membres ou alliés de la famille Villiers,. Le tableau The Execution of Charles I of England, 1649 environ, lui est attribué. Dans une liste de trois tableaux de 1730, un double portrait de  Lord Grandison et M. Villiers est attribué à Weesop. Ces frères étaient les fils de Sir Edward Villiers, le demi-frère du duc de Buckingham. Un autre tableau, enregistré en 1730, était celui d'Anne Villiers, comtesse de Sussex, fille du frère cadet de Buckingham, le comte d'Anglesey.

## Œuvres

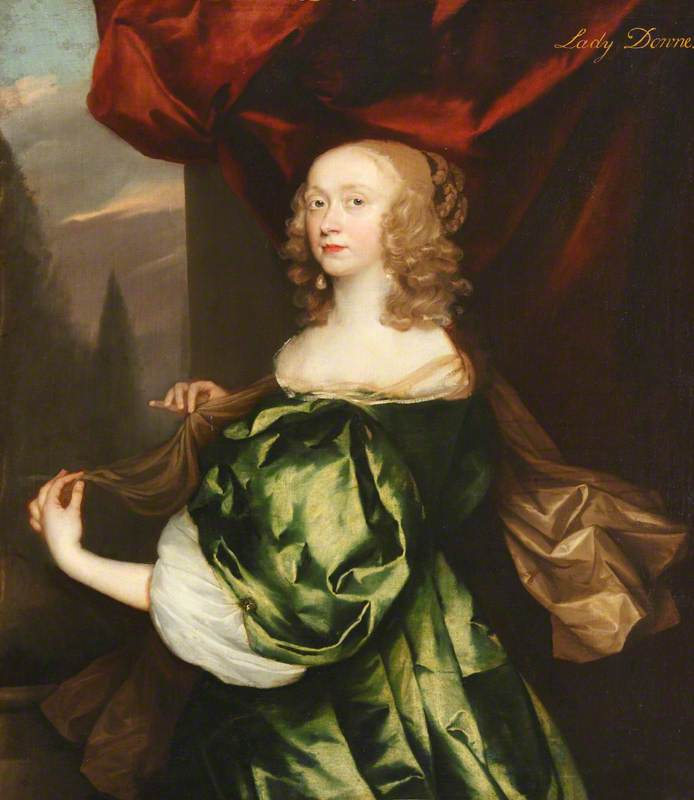
Portrait d'Elizabeth Murray, Lady Tollemache

À ce jour, Weesop n'est connu que comme portraitiste et pour ses œuvres réalisées en Angleterre. Les premières références d'inventaire attribuent quatre peintures avec une fiabilité relative à Weesop. Sur la base de ces quatre œuvres, Sir Oliver Millar a identifié un petit groupe d'autres portraits du même artiste qu'il croyait être « réalisés par une main identique». Virtue avait déjà noté la similitude des portraits de Weesop avec ceux d'Antoine van Dyck. Cette affirmation est confirmée par le fait que le Portrait d'Esmé Stuart, duc de Richmond et duc de Lennox par Weesop a été catalogué comme un van Dyck au XVIIIee siècle. Malgré les similitudes et l'influence évidente de van Dyck, le style de Weesop a conservé son indépendance. Il se distingue par sa palette et se révèle être un coloriste doué, même si parfois idiosyncratique,. Dans le Portrait d'Esmé Stuart, il montre ses qualités de coloriste dans l'ambre doré du manteau du modèle et la lumière rouge du soir qui imprègne le tableau. Dans la composition, il fait également preuve d'une forte maîtrise de la peinture de paysage dans la tradition hollandaise de l'époque.
Oliver Millar a conclu que Weesop aurait pu, pendant une brève période, représenter un défi pour d'autres portraitistes tels que Peter Lely, John Hayls et Gerard Soest, comme le montre ses mécènes influents,.